# Мистер Страх
Мистер Страх (англ. Mister Fear) — имя нескольких суперзлодеев из вселенной Marvel Comics. Впервые появился в комиксе Daredevil vol. 1 #6 и был создан Стэном Ли и Уолли Вудом.

## Биографии вымышленных персонажей

### Золтан Драго
Золтан Драго был владельцем бедного музея воска. Используя свои познания в химии, он пытался создать эликсир, превративший бы его восковые статуи в живых существ, составивших основу для его частной армии. Химикат был не способен создать жизнь в воске, но Драго обнаружил, что вещество вызывает страх в тех, кто его вдохнул. Создав себе пугающий костюм, Драго стал Мистером Страхом.
Злодей использовал газ, чтобы сделать своими рабами Угря и Быка. Назвав свой триумвират Братство Страха, Драго был побеждён Сорвиголовой и попал в тюрьму. Он был позже убит Саксоном в Нью-Йорке.

### Стар Саксон
Криминальный инженер Самюэль «Старр» Саксон временно принял облик Мистера Страха. Сорвиголова победил роботов-убийц Саксона, и желая отомстить Сорвиголове, Саксон расстрелял Драго и украл его механизм. Месть состояла в том, что Самюэль выступал в качестве героя в ряде сражений против Сорвиголовы. В заключительном сражении с ним, Саксон был разоблачён, и умер.

### Ларри Крэнстон
Лоренс «Лэрри» Крэнстон был одноклассником Мэтта Мёрдока в юридической школе, который также стал его предпринимателем некоторое время. Кранстон, видел убийство Драго Саксоном, и узнав, что Старр умер, решил взять облик Мистера Страха.
Крэнстон сошёл с ума во время первой схватки со Сорвиголовой в Сан-Франциско, спрыгнув со здания, предполагая, что он носит ракетный рюкзак, который он предварительно носил в сражении с ним. Считалось, что он умер от полученных повреждений при падении.
Однако он пережил падение и вернулся годы спустя. Он тайно руководил рядом действий, направленных на дискредитацию Сорвиголовы, при помощи Громилы и Быка. Сорвиголова победил их, а Крэнстон сохранил личину Мистера Страха.
Ларри позже повторно вернулся, наряду с Громилами на своей стороне, предоставляя преступникам Адской Кухни препарат, превращавший человека в психопата и не боявшегося смерти. В попытке сделать жизнь Сорвиголовы несчастной, Кранстон дал препарат Милле Донован, жене Сорвиголовы. Это приводит его к решающему сражению между ним и Мёрдоком, где Кранстон был побеждён. Однако, Милла находилась во власти психоза, и цель Мистера Страха была выполнена. И, зная готовность Сорвиголовы убить его, он сдался полиции, признав все свои преступления, и был выслан на Остров Рикера. После своего прибытия, он стал «Королём» тюрьмы, из-за способности бессознательно привить опасение любому, кого встретит. Это дало ему возможность управлять любым человеком.

### Алан Фэган
Алан Фэган родился в Мадисоне, Висконсин. Он был племянником третьего Мистера Страха, Ларри Крэнстона. Когда стали считать, что Ларри умер, Алан вошёл во владение газом страха и другим оборудованием. В отличие от своих предшественников, главным противником Фэгана был Человек-паук, а не Сорвиголова.
Фэган попытался использовать газ в схемах шантажа, но был арестован Человеком-пауком. Фэган подвергся нападению в тюрьме, большая часть его кожи лица была вырезана людьми, направляемыми его дочерью. Кожа была нужна ей, чтобы достать остатки газа.
Фэган вылечился от этих повреждений и получил улучшенное вооружение от временного правителя Латверии, Люсии Фон Бардас. Вооружение, включая броню, напоминающей металлическую версию костюма Мистера Страха, было разрушено в кульминационном моменте серии комиксов Secret War.